# 다쓰이치촌
다쓰이치촌(辰市村)은 나라현 북서부, 소에카미군에 속해있던 촌이다. 현재의 나라시의 남부에 해당한다.

## 역사
- 1889년 4월 1일 - 정촌제 시행에 의해 다쓰이치촌이 성립하였다.
- 1955년 3월 15일 - 후시미정, 오비토케정, 도미오정, 고카다니촌, 메이지촌과 함께 나라시에 편입되었다.

## 참고문헌
- 中央社会事業協会編『全国社会事業名鑑 昭和2年』中央社会事業協会、1927年。